# Guitar World
Guitar World é uma revista mensal sobre música devotada a guitarristas. Original dos Estados Unidos, contém entrevistas, críticas à álbuns e equipamentos e tablaturas de guitarra e baixo. A Guitar World é a revista de guitarra mais vendida nos Estados Unidos. Ela publica entrevistas e perfis originais de artistas, além de aulas com tablatura e arquivos de áudio ou vídeos associados, análises de equipamentos, notícias e tablatura exclusiva (para guitarra e baixo) de três músicas por edição. A revista é publicada 13 vezes por ano (12 edições mensais e uma edição de férias) pela Future plc. Damian Fanelli é o editor-chefe da Guitar World desde junho de 2018.

## Estreia
A revista estreou em julho de 1980, com Johnny Winter aparecer na capa. Na sua história de 29 anos, Guitar World teve entrevistas com alguns dos guitarristas mais influentes rock, Incluindo Alex Lifeson, Ritchie Blackmore, Jeff Beck, Brian May, Arthur Rhames, John Frusciante, Steve Morse, Robert Ward, Jimmy Page, Slash, James Hetfield, David Gilmour, Eric Clapton, Joe Satriani, Steve Vai, Tony Iommi e Eddie Van Halen que foi destaque na capa 16 vezes, e duas vezes a filial revista Guitar Legends.